# Житар Петро Іванович
Петро́ Іва́нович Житар (нар. 18 березня 1951, с. Великий Глибочок Тернопільського району Тернопільської області) — офіцер Служби безпеки України, генерал-майор, краєзнавець.

## Життєпис
Родовід Петра Житара починається із села Волошкове Сокирянського району Чернівецької області, де народився його батько Іван Мар'янович Житар. Петро Житар народився 18 березня 1951 року в селі Великий Глибочок Тернопільського району Тернопільської області, звідки родом його мати Стефанія Петрівна, з якою батько познайомився й одружився на відбудові шахт Донбасу в післявоєнні роки.
Після закінчення середньої школи Петро Житар рік працював рядовим робітником на Тернопільському машинобудівному заводі. У 1973 році з відзнакою закінчив Тернопільський педагогічний інститут (нині ТНПУ) і рік учителював у с. Колодно Збаражського району. У 1973—1974 рр. служив у групі обмеженого контингенту військ Радянської Армії у Чехословачинні. Після звільнення у запас був секретарем комітету комсомолу Тернопільського педінституту, відтак працював у відділі студентської і шкільної молоді обкому комсомолу, у 1975—1977 рр. навчався у Вищій партійній школі при ЦК Компартії України, яку закінчив з відзнакою. Здав кандидатський мінімум, щоб зайнятись науковою діяльністю. Після навчання був призначений завідувачем відділу студентської молоді Тернопільського обкому ЛКСМУ.
У 1979 р. призваний на службу в Комітет державної безпеки України і в Тернополі з посади оперпрацівника у званні лейтенанта пройшов усі ланки до заступника начальника Управління. З 1994 р. очолював Волинське обласне управління Служби безпеки України, де отримав звання генерал-майора, був нагороджений орденом Богдана Хмельницького. 
З 2001 р. живе в Чернівцях.

## Творчі набутки
У 2002 році, працюючи начальником СБУ в Чернівецькій області, ініціював і був автором проекту випуску художньо-ілюстративної книги-путівника «Буковина. По неповторних місцях», у підготовці якої взяли участь офіцери управління. Путівник став гідною візиткою Буковини, яскраво демонструючи її культурний, промисловий та етнографічний потенціал. Напередодні 600-річчя м. Чернівці вийшло друге видання оновленої версії книги з передмовою Петра Житара українською та англійською мовами.
|  | «Направду, двічі переводила подих, коли прочитала, що цю розкішну книгу «благословило» у світ Божий Управління Служби безпеки України в Чернівецькій області… Очевидно, не перевелися люди які усвідомлюють, що покоління повинно залишати після себе пам'ятки». (Письменниця Марія Матіос про книгу «Буковина. По неповторних місцях» автор проекту Петро Житар). |

### Слово про Сокирянщину
У книзі згадується, що в селі Кормань, що на Сокирянщині, була виявлена одна з найдавніших стоянок людей. «Але найцікавіші відкриття були зроблені в селі Молодовому Сокирянського району. На глибині 12 метрів відкрито і досліджено житла первісних людей, збудовані переважно з бивнів та величезних кісток мамонтів; їм понад 44 тисячі років».
Наводяться й інші факти з історії і культури Сокирянщини: «У Подністров'ї наші предки користувались і водяними млинами. Так, у яру Каютин, що тягнеться від Дністра до с. Ломачинці, впродовж двохсот років працювали подібні млини, забезпечуючи борошном селян навколишніх сіл. Сьогодні один з місцевих млинів знаходиться в Київському музеї архітектури і побуту України».
Йдеться також про Галицький монастир заснований ще в давньоруський період у кінці ХІ або на початку XII століття, найвеличніше творіння інженерної думки — Дністровську ГЕС. Подаються ілюстрації названих об'єктів, а також з молодого міста Новодністровська, фото Петра Брижака, колишнього начальника обласного управління культури і туризму у Чернівцях, який родом з села Коболчин Сокирянського району.

### З української старовини
У 2009 році у Чернівецькому видавничому домі «Букрек» за проектом і з передмовою генерал-майора Петра Житара перевидано книгу Дмитра Яворницького «З української старовини», що вийшла друком у 1900 році в Санкт-Петербурзі. Дослівно передано текст староруською мовою і замість французького перекладу запропоновано український варіант, що відтворює життя, діяльність, державницькі устрої українського козацтва з надзвичайно цікавим історичним ілюстративним матеріалом, який доповнили і розширили на цю тематику роботи чернівецького художника Андрія Холоменюка.